# Молжаниновская улица
Молжани́новская у́лица — улица на севере Москвы, в микрорайоне Молжаниновка Молжаниновского района Северного административного округа, название улице и району дано по бывшей деревне Молжаниновка вошедшей в состав Ленинградского района, сейчас микрорайон.
Сокращённое название улицы: Молжаниновская ул., написание при транслитерации — Molzhaninovskaya ulicza. Код ОКАТО: 45277584000. Код ОКТМО: 45343000.

## Названия
До 1986 года данная улица не имела названия, и её назвали по бывшей деревне Молжаниновка (ныне микрорайон), которая, в 1984 году, вошла в состав Москвы.

## Описание
Молжаниновская улица начинается от Ленинградского шоссе, проходит прямо на юго-запад через 110 метров поворачивает на север и идёт параллельно Ленинградскому шоссе 570 метров.
На Молжаниновская улице расположены дома (нумерация со стороны Старой Москвы): № 1; № 3; № 5; № 7; № 9; № 10; № 11; № 15; № 17; № 17 А. По другим данным также есть дом № 15 строение № 2.
На улице, по её всей длине, отсутствуют: тротуары и велосипедные дорожки, пешеходные переходы, велосипедные парковки, стелы пешеходной навигации и частично освещение.

## Транспорт

### Автобусы
По улице не проходят маршруты наземного транспорта. Ближайшие остановки общественного транспорта «Молжаниновка», «Совхоз Химки»,  находятся на Ленинградском шоссе, где останавливаются автобусы №№ 30, 50, 350, 400, С453, 817, 851, 865.
В июле 2023 года для удобства посещения районных органов здравоохранения, образования, социального обеспечения и так далее организован внутрирайонный автобусный маршрут № С453 (между микрорайонами Молжаниновского района: Мелькисарово — Черкизово — Новоподрезково — Новодмитровка — Молжаниновка — Бурцево), на линии работают четыре автобуса малого класса.

### Железнодорожный транспорт
Ближайшие станции, на главном ходу Ленинградского направления Октябрьской железной дороги и МЦД-3, московские «Молжаниново» (ранее «Планерная») и «Нововодрезково».